# Alexandra Oquendo
Alexandra Oquendo (ur. 3 lutego 1984 w Guaynabo) – portorykańska siatkarka, grająca na pozycji środkowej. Obecnie gra w klubie Lancheras de Cataño.

## Sukcesy klubowe
Mistrzostwo Portoryko:
- 2000, 2001, 2002, 2014, 2015
- 2007, 2008

## Sukcesy reprezentacyjne
Igrzyska Ameryki Środkowej i Karaibów:
- 2010
- 2006

Puchar Panamerykański:
- 2016
- 2009, 2014

Mistrzostwa Ameryki Północnej, Środkowej i Karaibów:
- 2009
- 2015